# Oxford Aviation Academy
Oxford Aviation Academy (OAA) (nu: CAE Oxford Aviation Academy Oxford) is een Britse luchtvaartschool en is gevestigd op London Oxford Airport en op Phoenix Goodyear Airport.

## Geschiedenis
De luchtvaartschool werd in 1939 opgericht als Oxford Flying Club. Gedurende de Tweede Wereldoorlog was de luchtvaartschool gesloten en in 1947 werd het heropend en het kreeg tevens een nieuwe naam, te weten de Oxford Aeroplane Club. In de jaren negentig onderging de vliegschool wederom een naamswijziging; de naam werd veranderd in Oxford Aviation Training. Vervolgens ging het de Oxford Aviation Academy heten. Op 16 mei nam de Canadian Aviation Electronics de Oxford Aviation Academy over en het maakt thans deel uit van de CAE Oxford Aviation Academy. De naam van de luchtvaartschool is thans CAE Oxford Aviation Academy Oxford.
Bij de OAA wordt men opgeleid tot verkeersvlieger en behaalt men een ‘frozen’ ATPL. De vliegopleiding is verdeeld in twee fasen, te weten de theoriefase en de praktijkfase. De theoriefase duurt zes maanden en daarin worden de veertien vakken behandeld volgens de JAA/EASA. De praktijkfase wordt georganiseerd te Phoenix in de Verenigde Staten.

## Vloot
| Toestel               | Totaal aantal |
| --------------------- | ------------- |
| Piper PA-28 Warrior   | -             |
| Piper PA-34 Seneca    | 5             |
| Socata TB-20 Trinidad | -             |
| Cessna 172            | 2             |